# Carl Jacob Nordqvist
Carl Jacob Nordqvist, född 3 augusti 1783 i Västanfors socken, Västmanlands län, död 16 februari 1861 i Arboga, Västmanlands län, var en svensk instrumentmakare i Stockholm och instrumentfabrikör i Fellingsbro socken. Nordqvist tillverkade både klavikord och hammarklaver.

## Biografi
Carl Jacob Nordqvist var son till M. Nord och Lotta Nord. Han arbetade 1810 som gesäll hos snickarmästaren Sven Lundström på kvarter Västergötland nummer 197 i Maria Magdalena församling i Stockholm.
Han blev 1815 instrumentmakargesäll i Maria Magdalena församling och 1816 var han instrumentmakarmästare, då han även upptogs i snickarämbetet i Stockholm. Han flyttade och arbetade i Pehr Lindholms gamla verkstad på Skaraborgsgatan 68 och blev kvar där till 1829 då han flyttade till Arboga. Han sa upp sitt burskap i Stockholm 1832.
Nordqvist bodde 1820 på kvarter Östergötland nummer 6 i Stockholm och arbetade som instrumentmakare. Han bodde 1828 på kvarter Laxen nummer 4 i Stockholm. Han flyttade 1830 till Vesslingby i Fellingsbro socken och började där att arbeta som fabrikör. Nordqvist flyttade 1848 till Kapellansgården i samma socken. Nordqvist flyttade 1859 till Arboga.
Carl Jacob Nordqvist avled av marasmus senilis den 16 februari 1861 i Arboga och begravdes 17 februari samma år.

### Familj
Nordqvist gifte sig före 1824 med Johanna Lovisa Movallsson (född 1792).

## Klavikord
Nordqvists klavikord har stora likheter med Pehr Lindholms.
- 1818 - Klavikord.
- 1818 - Klavikord.
- Klavikord.